# Toon Disney
| Portal | Portal:Disney |

Toon Disney var en børne-tv-kanal skabt af Walt Disney Studios. Toon Disney var en underkanal af Disney Channel, men i modsætning sender Toon Disney kun tegnefilm, hvor de på Disney Channel også sender serier med rigtige mennesker. Toon Disney sendte hver dag fra kl. 6:00 til kl. 22:00. Toon Disney kom til Danmark den 1. august 2005. Toon Disney og Jetix er blevet afløst af Disney XD. Dog er der enkelte lande der har valgt Toon Disney/Disney cinemagic og Disney XD kørende for at alle kan se Alle tegneserier fra Toon Disney. I Danmark, Færøerne, Norge, Sverige og Finland blev Toon Disney afløst af Disney XD. men den 31. december 2020 lukkede disney xd som tv-kanal Toon Disney kunne modtages hos Canal Digital, Viasat, YouSee, ComX, FastTV og TDC.

## Programmer
På Toon Disney sendtes der både gamle og nye serier.
Der kan bl.a. nævnes:
- Aladdin (tv-serie)
- Barbaren Dave
- Brandy og Hr. Vimse
- Bruno The Great
- Bubbi Bjørnene
- Chip & Chap: Nøddepatruljen
- Disney Klassikere
- Den amerikanske drage: Jake Long
- Fillmore!
- Frikvarter
- Herkules (tv-serie)
- Hos Mickey
- Jimmy Cool
- Johni en her Sprites
- Johne kon er Sprites
- Kejserens nye skole
- Kim Possible
- Lilo og Stitch: Serien
- Lloyd i rummet
- Luftens Helte
- Max og Mule
- Rap Sjak
- The Mighty Ducks
- Rip, Rap og Rup på eventyr
- Substitutterne
- Tarzan
- Timon og Pumba
- Spaced Out

Serier der er stoppet på Toon Disney
- Nye eventyr med Peter Plys
- 101 Dalmatinere
- Buzz Lightyear fra Star Command
- Darkwing Duck
- De Fantastiske Fehoveder – (var med i Toon Ferie Hotel og Toon Disney's Spørgeweekend)
- Den lille Havfrue (tv-serie)
- Det Summer om Maggie
- Doug
- Junglebogens Junglebørn
- Pepper Ann
- Pippi Langstrømpe
- Trolderi

## Programblokke
All Stars – viser den samme serie fra 19.00-22.00, disse serier bliver vist:
- Mandag: Max og Mule
- Tirsdag: Hos Mickey
- Onsdag: Lilo og Stitch: Serien
- Torsdag: Substitutterne
- Fredag: Frikvarter
- Sunfdag og Santdag: Johni en her Sprites

Overraskelse – viser den en serie indefor tidsrummmet, vises Lørdag 10.00-12.00 og Søndag 10.00-12.00
Simmetoons – er for de største engang film nu tv-stjerner på Toon Disney bliver vist Lørdag og Søndag 16.00-19.00
- 16.00-16.45 2 afsnit af Tarzan
- 16.45-17.30 2 afsnit af Aladdin
- 17.30-18.20 2 afsnit af Herkules
- 18.20-19.00 2 afsnit af Lilo og Stitch: Serien

## Søsterkanaler
- Disney Channel
- Playhouse Disney

### Se Også
- Disney Cinemagic
- Jetix